# Mehcad Brooks
Mehcad Jason McKinley Brooks (* 25. října 1980, Austin, Texas, Spojené státy americké) je americký herec a bývalý model. Nejvíce se proslavil rolí Matthewa Applewhita v druhé sérii seriálu Zoufalé manželky, rolí Jeromeho ve seriálu The Game, hlavní rolí Terrance "TK" Kinga v seriálu Necessary Roughness a rolí Jamese "Jimmyho" Olsena v seriálu Supergirl.

## Životopis
Narodil se a vyrostl v Austinu v Texasu, kde navštěvoval L.C. Anderson Hich School. Je synem Alberty Phillips, editorky Austin American-Statesman a Billa Brookse, bývalého fotbalisty v NFL.  Poté, co v roce 1999 úspěšně dokončil střední, začal navštěvovat Univerzitu Jižní Kalifornie.

## Kariéra
Mezi jeho první práce jako model patří spolupráce s Calvinem Kleinem.
Od roku 2005 do roku 2006 hrál roli Matthewa Applewhita v seriálu stanice ABC Zoufalé manželky. Ve filmu Cesta za vítězstvím se objevil jako Harry Flournoy, atlet z Texaské univerzity. V roce 2007 se objevil ve filmu V údolí Elah. Vedlejší roli si zahrál v televizním seriálu The Game. V roce 2009 se objevil v seriálu stanice FOX Dům loutek. Benedicta Talleyho si zahrál v druhé sérii seriálu Pravá krev. Na začátku ledna 2010 se objevil jako právník Malcolm Bennet v ABC seriálu The Deep End.
Zahrál si také v seriálu My Generation, který měl premiéru na podzim roku 2010. Seriál byl však zrušen po dvou epizodách. O rok později se objevil v seriálu Necessary Roughness.
Od roku 2015 hraje hlavní roli Jamese Olsena v seriálu CBS/The CW Supergirl.
V dubnu 2017 vydal svůj debutový singl „Tears Away“,

## Filmografie

### Film
| Rok  | Název                              | Role            | Poznámky    |
| ---- | ---------------------------------- | --------------- | ----------- |
| 2002 | Radimi: Who Stole the Dream        | Radimi Wadkins  |             |
| 2003 | A Token for Your Thoughts          | Atlet           | krátký film |
| 2006 | Cesta za vítězstvím                | Harry Flournoy  |             |
| 2007 | V údolí Elah                       | Spc. Ennis Long |             |
| 2008 | Fly Like Mercury                   | Hutch           |             |
| 2010 | Jedině ona                         | Angelo Bembrey  |             |
| 2011 | Creature                           | Niles           |             |
| 2012 | Magic: The Gathering - The Musical | Doug            | krátký film |
| 2014 | Ohledně minulé noci                | Derek           |             |
| 2015 | Adulterers                         | Damien          |             |
| 2018 | Nobody's Fool                      | Charlie         |             |

### Televize
| Rok       | Název                                     | Role                  | Poznámky |
| --------- | ----------------------------------------- | --------------------- | --- |
| 2002      | Do Over                                   | Shawn Hodges          | díl: „Take Me Out of the Ball Game“ |
| 2002      | Malcolm v nesnázích                       | velké dítě            | díl: „Stupid Girl“ |
| 2003      | Bostonská střední                         | Russell Clark         | 4 díly |
| 2003      | One on One                                | Mustafa               | díl: „2 Young, 2 Curious“ |
| 2004      | Odložené případy                          | Herman Lester         | díl: „Druhý příchod legendy“ |
| 2004      | Dobrodružství na letadlové lodi           | Kenny                 | TV film |
| 2005–2006 | Zoufalé manželky                          | Matthew Applewhite    | 23 dílů Screen Actors Guild Award v kategorii Nejlepší obsazení komediálního seriálu (2006) nominace - Image Awards v kategorii Nejlepší herec v komediálním seriálu - vedlejší role nominace - Screen Actors Guild Award v kategorii Nejlepší obsazení komediálního seriálu (2007,08) |
| 2006      | Posel ztracených duší                     | Justin Cotter         | díl: „Giving Up the Ghost“ |
| 2007–2008 | Ve městě hurikánů                         | Vin Bear              | díly: „Vražedná mše“ a „Noční hra“ |
| 2008      | The Game                                  | Jerome "Jerry" Wright | 7 dílů |
| 2008–2010 | Pravá krev                                | Eggs                  | 14 dílů |
| 2009      | Dům loutek                                | Sam Jennings          | díl: „Ozvěny“ |
| 2010      | The Deep End                              | Malcolm Bennett       | 6 dílů |
| 2010      | My Generation                             | Rolly Marks           | 5 dílů |
| 2011–2013 | Necessary Roughness                       | Terrence King         | 38 dílů |
| 2011      | Zákon a pořádek: Útvar pro zvláštní oběti | Prince Miller         | díl: „Personal Fouls“ |
| 2012      | Alcatraz                                  | Matt Tanner           | díl: „Paxton Petty“ |
| 2014      | Benched                                   | George Grumbeigh Jr.  | díl: „Shark, Actually“ |
| 2015–2021 | Supergirl                                 | James "Jimmy" Olsen   | hlavní role |